# 시파리아 지역

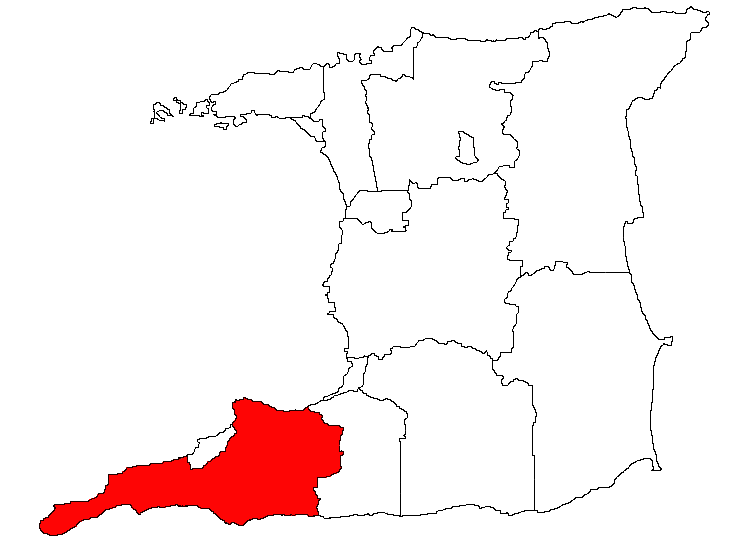
시파리아 지역의 위치

시파리아 지역(영어: Siparia)은 트리니다드 토바고의 지역으로 중심 도시는 시파리아(Siparia)이며 면적은 510.48km2, 인구는 81,917명(2000년 기준), 인구 밀도는 160명/km2이다.

## 같이 보기
- 포인트포르틴